# Comuna de Goworowo
Goworowo (polaco: Gmina Goworowo) é uma gminy (comuna) na Polónia, na voivodia de Mazóvia e no condado de Ostrołęcki. A sede do condado é a cidade de Goworowo.
De acordo com os censos de 2004, a comuna tem 8767 habitantes, com uma densidade 40 hab/km².

## Área
Estende-se por uma área de 218,93 km², incluindo:
- área agrícola: 63%
- área florestal: 29%

## Demografia
Dados de 30 de Junho 2004:
|                      | Total   | Total | Mulheres | Mulheres | Homens  | Homens |
| -------------------- | ------- | ----- | -------- | -------- | ------- | ------ |
|                      | pessoas | %     | pessoas  | %        | pessoas | %      |
| População            | 8767    | 100   | 4253     | 48,5     | 4514    | 51,5   |
| Densidade (pop./km²) | 40      | 100   | 19,4     | 19,4     | 20,6    | 20,6   |

De acordo com dados de 2002, o rendimento médio per capita ascendia a 1431,42 zł.

## Subdivisões
- Urząd Gminy Goworowo

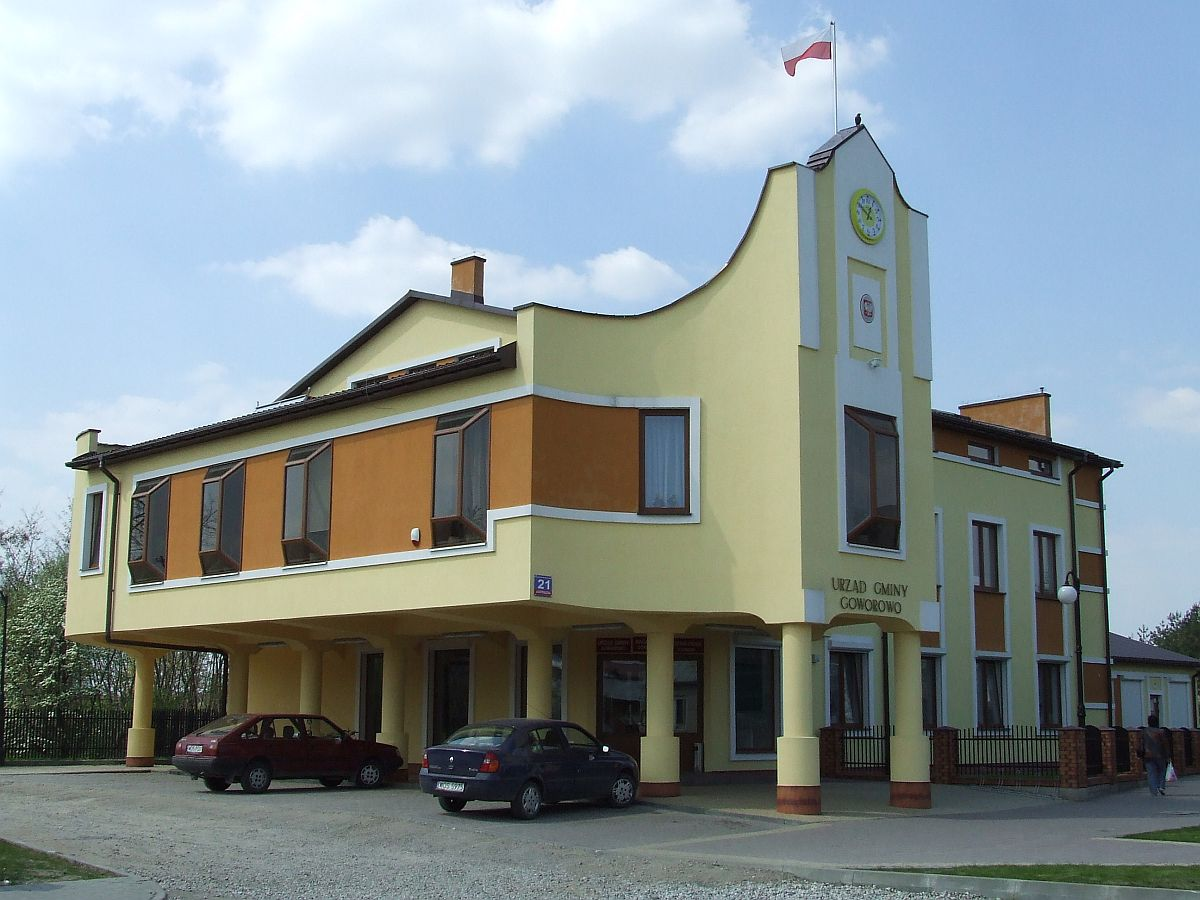
Urząd Gminy Goworowo

Brzeźno, Brzeźno-Kolonia, Borki, Cisk, Czarnowo, Czernie, Damięty, Daniłowo, Dzbądzek, Gierwaty, Goworowo, Goworówek, Góry, Grabowo, Grodzisk, Jawory-Podmaście, Stare Jawory, Jawory-Wielkopole, Jemieliste, Jurgi, Józefowo, Kaczka, Kobylin, Kruszewo, Kunin, Lipianka, Ludwinowo, Michałowo, Nogawki, Pasieki, Pokrzywnica, Pokrzywnica-Kolonia, Ponikiew Mała, Ponikiew Duża, Ponikiew Mała-Kolonia, Rębisze-Działy, Rębisze-Kolonia, Rębisze-Parcele, Struniawy, Szarłat, Szczawin, Wólka Brzezińska, Wólka Kunińska, Zaorze, Żabin

## Comunas vizinhas
- Czerwin, Długosiodło, Młynarze, Różan, Rzekuń, Rzewnie, Wąsewo